# Ernst Küsel
Ernst Nikolaus Küsel, född 31 maj 1873 i Nacka, död 16 november 1942 i Nacka, var en svensk konstnär.

## Biografi
Küsel utbildade sig till en framstående djurmålare, särskilt av kalvar, får och liknande fyrfotadjur i det fria. Bland hans målningar märks Ute för första gången i Malmö konstmuseum och Getabock i Göteborgs konstmuseum. Küsel finns även representerad i Thielska galleriet met ett antal kolteckningar och vid Nationalmuseum i Stockholm.

## Familj
Küsel var son till ägaren av Duvnäs gård, Robert Herman Küsel (1819–1898) och Emilia Augusta Küsel f. Lund. Robert Herman Küsel var barnbarn till affärsmannen Carl Gottfried Küsel.
Ernst Küsel var 1904 gift med Ingrid Margareta Ditzinger (f. 1881) vars syster Helfrid Vilhelmina Ditzinger (f. 1874) var gift med Ernst Küsels bror, revisorn i generaltullstyrelsen Emil Herman Küsel (f. 1871). 
Ernst Küsel var morbror till konstnären och professorn Olle Nyman.